# Usermontu
Usermontu (fl. XVII secolo a.C.) è stato un sovrano egizio inquadrato nella XIII dinastia.
La conoscenza di questo sovrano, il cui nome non compare in alcuna delle liste reali, deriva dal ritrovamento, nel tempio funerario di Montuhotep II, di frammenti di stele, ora conservati al British Museum, recanti il suo nome inscritto nel cartiglio, simbolo di regalità.
| mn · n · V13 | G43 | wsr | s |

| mn · n · V13 | G43 | wsr | s |

| mn · n · V13 | G43 | wsr | s |

| mn · n · V13 | G43 | wsr | s |

wsr mnt w  - Usermontu, Montu è possente
Il nome di questo sovrano potrebbe trovarsi nelle righe perse (colonna 7). a causa del frammentarietà del documento, del Canone Reale.

## Cronologia
| Periodo                    | Dinastia      | periodo di regno                             |
| Secondo periodo intermedio | XIII dinastia | tra il 1660 a.C. ed il 1630 a.C. (± 50 anni) |

| Dinastie contemporanee | Capitale |
| XIV                    | varie    |
| XV                     | Avaris   |
| XVI                    | varie    |